# Laons
Ne doit pas être confondu avec Laon.
Laons est une commune française située dans le département d'Eure-et-Loir, en région Centre-Val de Loire.

## Géographie

### Situation

Situation géographique
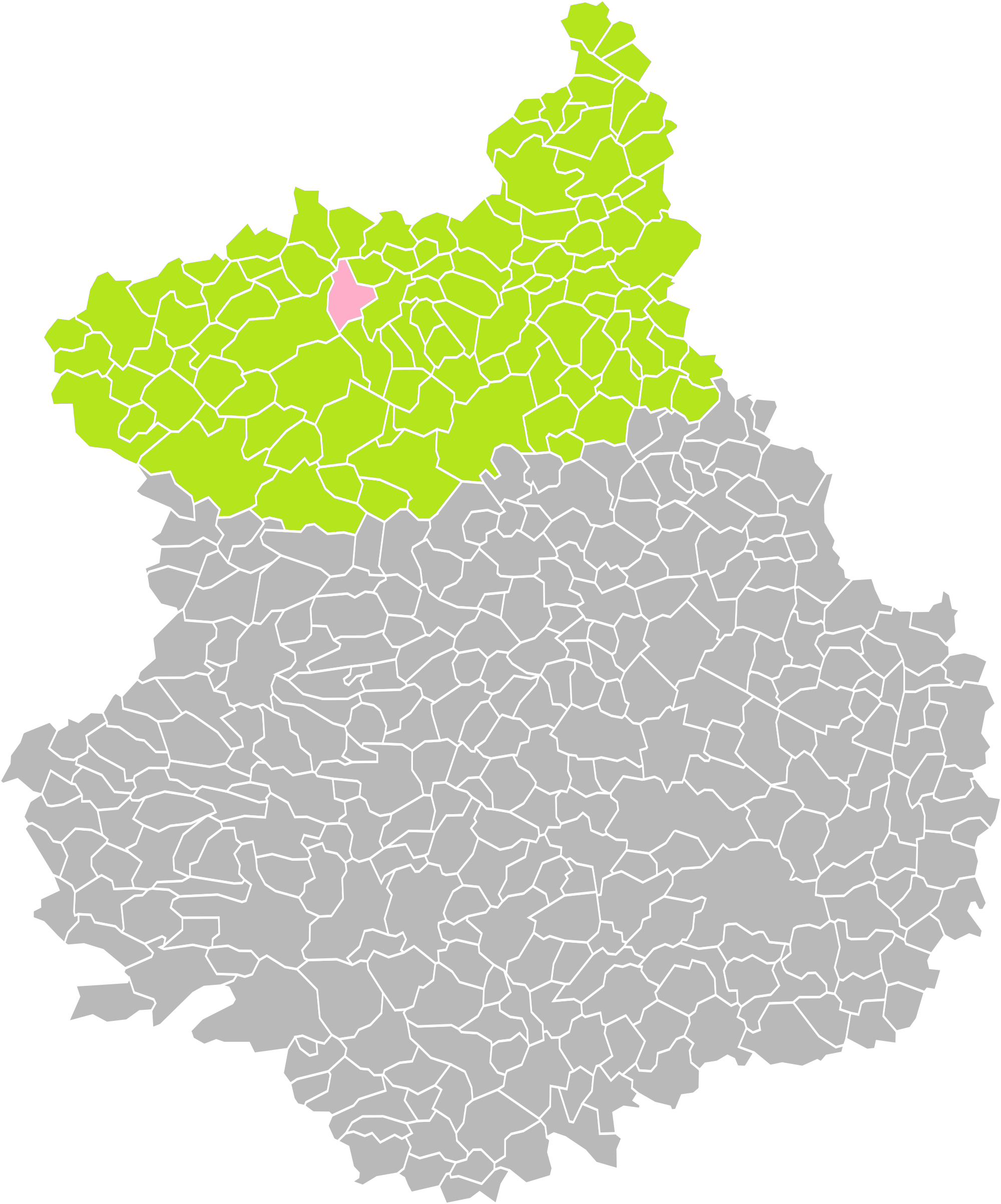
Laons dans son arrondissement.
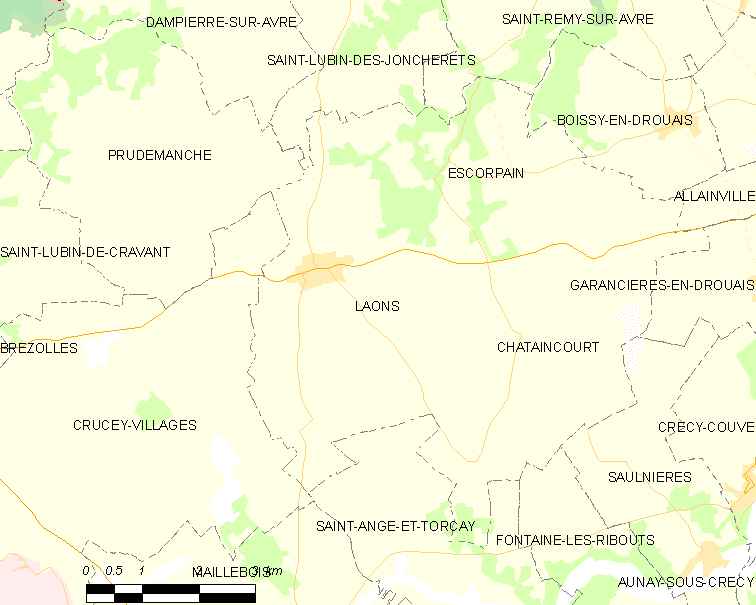
Carte de la commune de Laons.

### Communes limitrophes
| Prudemanche     | Saint-Lubin-des-Joncherets | Escorpain            |
|                 | Laons                      | Châtaincourt         |
| Crucey-Villages |                            | Saint-Ange-et-Torçay |

### Hydrographie
La commune abrite la source de la rivière la Pluche, affluent en rive droite de l'Avre, sous-affluent du fleuve la Seine par l'Eure.

### Climat
Pour des articles plus généraux, voir Climat du Centre-Val de Loire et Climat d'Eure-et-Loir.
En 2010, le climat de la commune est de type climat océanique dégradé des plaines du Centre et du Nord, selon une étude du Centre national de la recherche scientifique s'appuyant sur une série de données couvrant la période 1971-2000. En 2020, Météo-France publie une typologie des climats de la France métropolitaine dans laquelle la commune est dans une zone de transition entre le climat océanique et le climat océanique altéré et est dans la région climatique Sud-ouest du bassin Parisien, caractérisée par une faible pluviométrie, notamment au printemps (120 à 150 mm) et un hiver froid (3,5 °C).
Pour la période 1971-2000, la température annuelle moyenne est de 10,3 °C, avec une amplitude thermique annuelle de 14,1 °C. Le cumul annuel moyen de précipitations est de 628 mm, avec 10,7 jours de précipitations en janvier et 7,9 jours en juillet. Pour la période 1991-2020, la température moyenne annuelle observée sur la station météorologique installée sur la commune est de 11,1 °C et le cumul annuel moyen de précipitations est de 561,4 mm,. Pour l'avenir, les paramètres climatiques de la commune estimés pour 2050 selon différents scénarios d'émission de gaz à effet de serre sont consultables sur un site dédié publié par Météo-France en novembre 2022.
| Mois                                  | jan.           | fév.           | mars           | avril         | mai           | juin          | jui.          | août          | sep.          | oct.          | nov.           | déc.           | année      |
| ------------------------------------- | -------------- | -------------- | -------------- | ------------- | ------------- | ------------- | ------------- | ------------- | ------------- | ------------- | -------------- | -------------- | ---------- |
| Température minimale moyenne (°C)     | 1,8            | 1,2            | 2,5            | 4             | 7,1           | 10,4          | 12,2          | 12,1          | 9,9           | 8             | 4,9            | 2,1            | 6,4        |
| Température moyenne (°C)              | 4,4            | 4,6            | 7              | 10            | 12,9          | 16,5          | 19,1          | 18,4          | 15,8          | 12            | 7,9            | 4,9            | 11,1       |
| Température maximale moyenne (°C)     | 7,1            | 8,1            | 11,5           | 16            | 18,7          | 22,6          | 25,9          | 24,8          | 21,6          | 16,1          | 10,9           | 7,7            | 15,9       |
| Record de froid (°C) date du record   | −15,2 08.01.10 | −17,5 07.02.12 | −13,5 13.03.13 | −5 06.04.21   | −1,8 06.05.19 | 0,7 01.06.06  | 3,1 31.07.15  | 4,5 21.08.14  | 0,2 30.09.18  | −2,8 21.10.10 | −10,4 30.11.10 | −10,4 26.12.10 | −17,5 2012 |
| Record de chaleur (°C) date du record | 15,6 01.01.22  | 20,9 27.02.19  | 24,2 31.03.21  | 27,9 20.04.18 | 28,8 21.05.20 | 36,8 27.06.11 | 41,4 25.07.19 | 38,1 11.08.20 | 36,2 09.09.23 | 29,3 02.10.23 | 20,1 01.11.14  | 15,3 30.12.22  | 41,4 2019  |
| Précipitations (mm)                   | 42,4           | 37,8           | 45,2           | 36,6          | 63,5          | 60,3          | 38,9          | 45,6          | 31,7          | 50,5          | 52,8           | 56,1           | 561,4      |

## Urbanisme

### Typologie
Au 1er janvier 2024, Laons est catégorisée commune rurale à habitat dispersé, selon la nouvelle grille communale de densité à 7 niveaux définie par l'Insee en 2022.
Elle est située hors unité urbaine et hors attraction des villes,.

### Occupation des sols
L'occupation des sols de la commune, telle qu'elle ressort de la base de données européenne d’occupation biophysique des sols Corine Land Cover (CLC), est marquée par l'importance des territoires agricoles (94,4 % en 2018), une proportion sensiblement équivalente à celle de 1990 (94,6 %). La répartition détaillée en 2018 est la suivante : 
terres arables (94,4 %), zones urbanisées (3,4 %), forêts (2,2 %). L'évolution de l’occupation des sols de la commune et de ses infrastructures peut être observée sur les différentes représentations cartographiques du territoire : la carte de Cassini (XVIIIe siècle), la carte d'état-major (1820-1866) et les cartes ou photos aériennes de l'IGN pour la période actuelle (1950 à aujourd'hui).

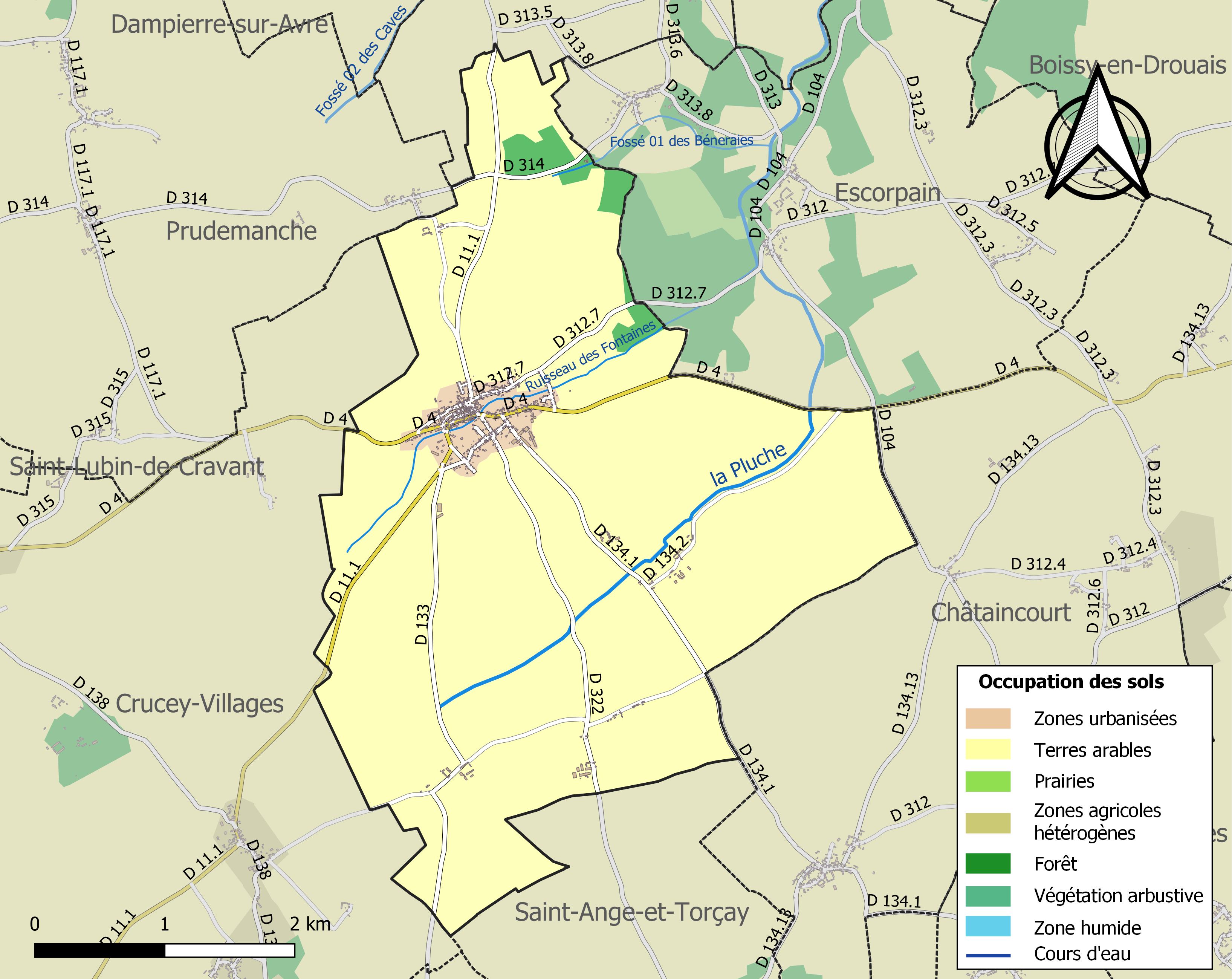
Carte des infrastructures et de l'occupation des sols de la commune en 2018 (CLC).

### Risques majeurs
Le territoire de la commune de Laons est vulnérable à différents aléas naturels : météorologiques (tempête, orage, neige, grand froid, canicule ou sécheresse), inondations, mouvements de terrains et séisme (sismicité très faible). Il est également exposé à un risque technologique, le transport de matières dangereuses. Un site publié par le BRGM permet d'évaluer simplement et rapidement les risques d'un bien localisé soit par son adresse soit par le numéro de sa parcelle.

#### Risques naturels
Certaines parties du territoire communal sont susceptibles d’être affectées par le risque d’inondation par débordement de cours d'eau, notamment la Pluche. La commune a été reconnue en état de catastrophe naturelle au titre des dommages causés par les inondations et coulées de boue survenues en 1994 et 1999,.

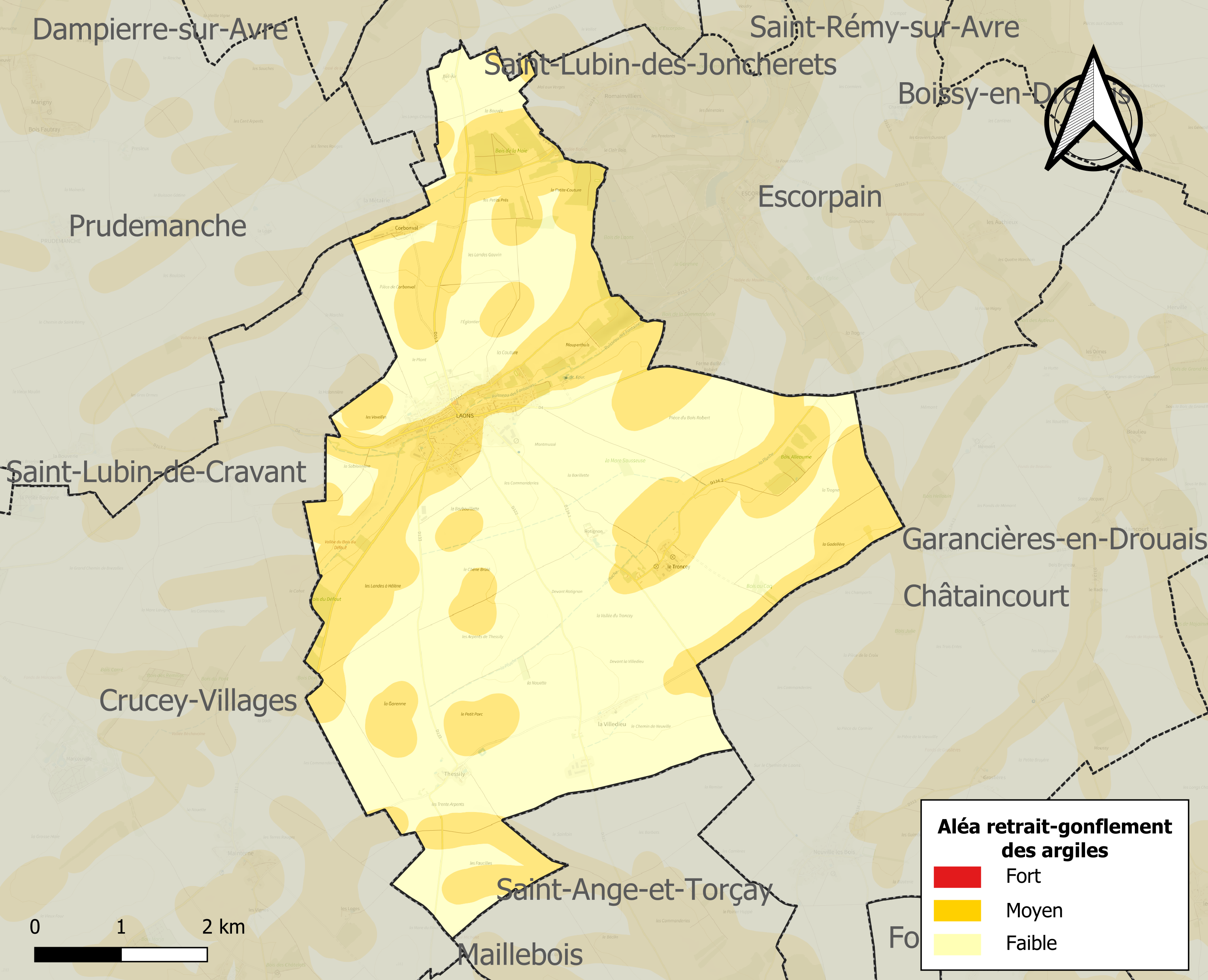
Carte des zones d'aléa retrait-gonflement des sols argileux de Laons.

Les mouvements de terrains susceptibles de se produire sur la commune sont des affaissements et effondrements liés aux cavités souterraines. L'inventaire national des cavités souterraines permet de localiser celles situées sur la commune.
Le retrait-gonflement des sols argileux est susceptible d'engendrer des dommages importants aux bâtiments en cas d’alternance de périodes de sécheresse et de pluie. 43,1 % de la superficie communale est en aléa moyen ou fort (52,8 % au niveau départemental et 48,5 % au niveau national). Sur les 331 bâtiments dénombrés sur la commune en 2019, 230 sont en aléa moyen ou fort, soit 69 %, à comparer aux 70 % au niveau départemental et 54 % au niveau national. Une cartographie de l'exposition du territoire national au retrait gonflement des sols argileux est disponible sur le site du BRGM,.
Concernant les mouvements de terrains, la commune a été reconnue en état de catastrophe naturelle au titre des dommages causés par des mouvements de terrain en 1999.

#### Risques technologiques
Le risque de transport de matières dangereuses sur la commune est lié à sa traversée par des infrastructures routières ou ferroviaires importantes ou la présence d'une canalisation de transport d'hydrocarbures. Un accident se produisant sur de telles infrastructures est en effet susceptible d’avoir des effets graves au bâti ou aux personnes jusqu’à 350 m, selon la nature du matériau transporté. Des dispositions d’urbanisme peuvent être préconisées en conséquence.

## Toponymie
Le nom de la localité est attesté sous les formes Loum en 1158, Loun en 1162, Laon en 1238, Loon vers 1270, Laudunum en 1300, Longs en 1609, Laong en 1618, Saint Martin de Laons en 1736.

## Histoire

### Les Templiers
Hervé de Châteauneuf, seigneur de Brezolles, fils de Gervais II de Châteauneuf, confirma aux Templiers en 1245 la donation de La Villedieu. La donation fut confirmée en 1260 par son frère Hughes IV.

### Époque contemporaine

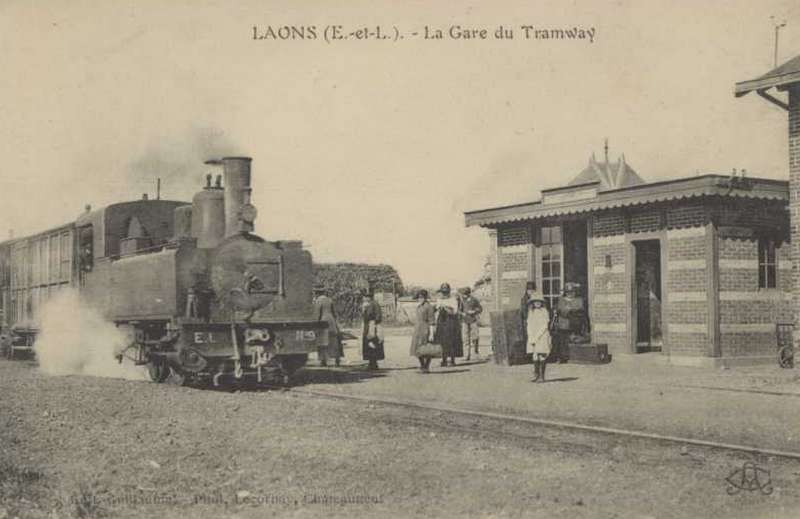
Le Tramway d'Eure-et-Loir en gare de Laons.

- De 1899 à 1933 la commune est desservie par la ligne Dreux-Brezolles des Tramways d'Eure-et-Loir.
- Entre le 29 janvier 1939 et le 8 février, plus de 2 000 réfugiés espagnols fuyant l'effondrement de la république espagnole devant les troupes de Franco, arrivent en Eure-et-Loir. Devant l'insuffisance des structures d'accueil (le camp de Lucé et la prison de Châteaudun rouverte pour l’occasion), 53 villages sont mis à contribution[20], dont Laons[21]. Les réfugiés, essentiellement des femmes et des enfants (les hommes sont désarmés et retenus dans le sud de la France), sont soumis à une quarantaine stricte, vaccinés, le courrier est limité, le ravitaillement, s'il est peu varié et cuisiné à la française, est cependant assuré[22]. Une partie des réfugiés rentrent en Espagne, incités par le gouvernement français qui facilite les conditions du retour, mais en décembre, 922 ont préféré rester et sont rassemblés à Dreux et Lucé[23].

## Politique et administration

### Liste des maires
| Période                                  | Période  | Identité            | Étiquette | Qualité  |
| ---------------------------------------- | -------- | ------------------- | --------- | -------- |
| Les données manquantes sont à compléter. |          |                     |           |          |
| 2001                                     | 2014     | Françoise Guillemet |           |          |
| 2014                                     | 2020     | Didier Martin       | SE        | Retraité |
| 2020                                     | En cours | Laurent Tremblay    |           |          |

## Population et société

### Démographie
| 1793 | 1800 | 1806  | 1821  | 1831 | 1836 | 1841 | 1846 | 1851 |
| ---- | ---- | ----- | ----- | ---- | ---- | ---- | ---- | ---- |
| 884  | 949  | 1 026 | 1 021 | 859  | 834  | 865  | 855  | 798  |

| 1856 | 1861 | 1866 | 1872 | 1876 | 1881 | 1886 | 1891 | 1896 |
| ---- | ---- | ---- | ---- | ---- | ---- | ---- | ---- | ---- |
| 782  | 759  | 761  | 683  | 627  | 660  | 664  | 637  | 634  |

| 1901 | 1906 | 1911 | 1921 | 1926 | 1931 | 1936 | 1946 | 1954 |
| ---- | ---- | ---- | ---- | ---- | ---- | ---- | ---- | ---- |
| 625  | 607  | 583  | 566  | 566  | 555  | 551  | 550  | 535  |

| 1962 | 1968 | 1975 | 1982 | 1990 | 1999 | 2006 | 2011 | 2016 |
| ---- | ---- | ---- | ---- | ---- | ---- | ---- | ---- | ---- |
| 491  | 426  | 488  | 494  | 523  | 660  | 713  | 729  | 693  |

| 2021 | 2022 | - | - | - | - | - | - | - |
| ---- | ---- | - | - | - | - | - | - | - |
| 663  | 655  | - | - | - | - | - | - | - |

## Culture locale et patrimoine

### Lieux et monuments
- Église Saint-Martin, XIIe siècle ; l'église est ornée de douze grands vitraux réalisés par le maître verrier Charles Lorin de Chartres, de 1921 à 1924[26].
- Au cimetière de Laons se trouvent les tombes de 6 aviateurs, 5 canadiens et un britannique, abattus le 5 juillet 1944[27]. Les six aviateurs tués reposent depuis 1944 dans le cimetière du village : William Baird 20 ans, Thomas Jenkins 21 ans, Robert Longley 22 ans, James Marler 32 ans, Donald Wilson 23 ans, et William Winder 21 ans. Le navigateur, John Harvie, qui a réussi à sauter en parachute a raconté son histoire dans un livre, "Missing in action"[28].

Lieux et monuments de Laons
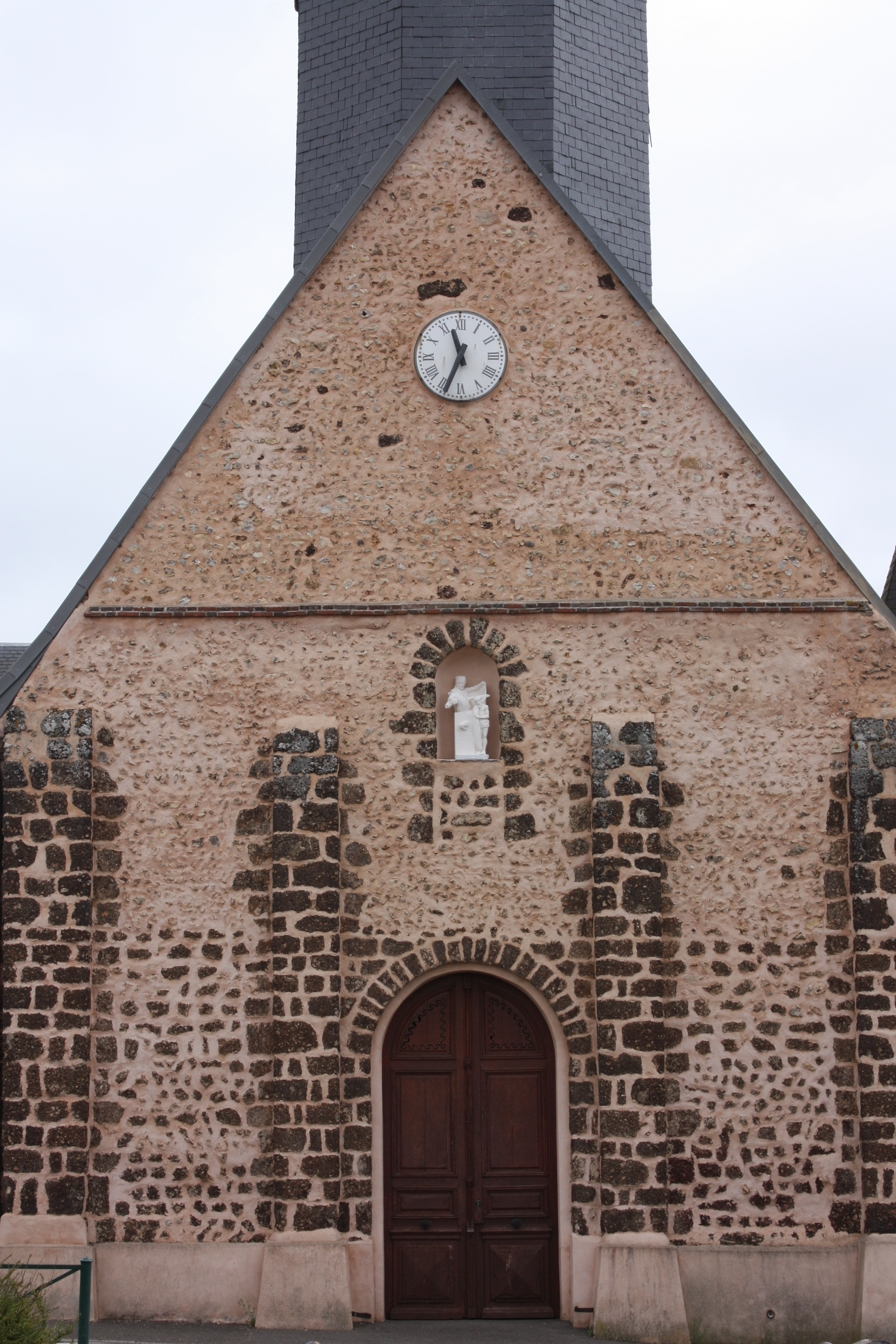
Façade ouest de l'église.
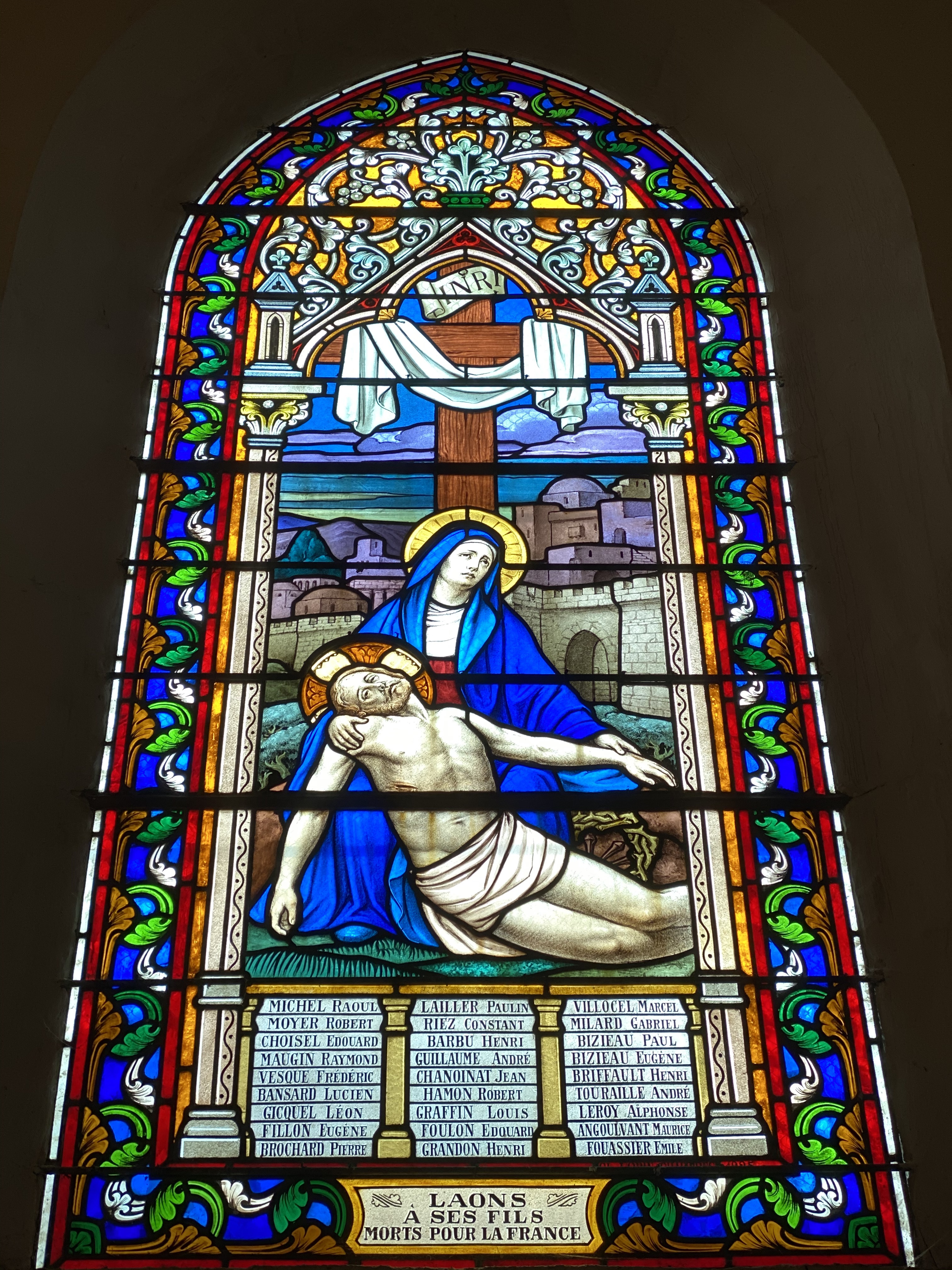
Vitrail du souvenir, Charles Lorin, 1924.
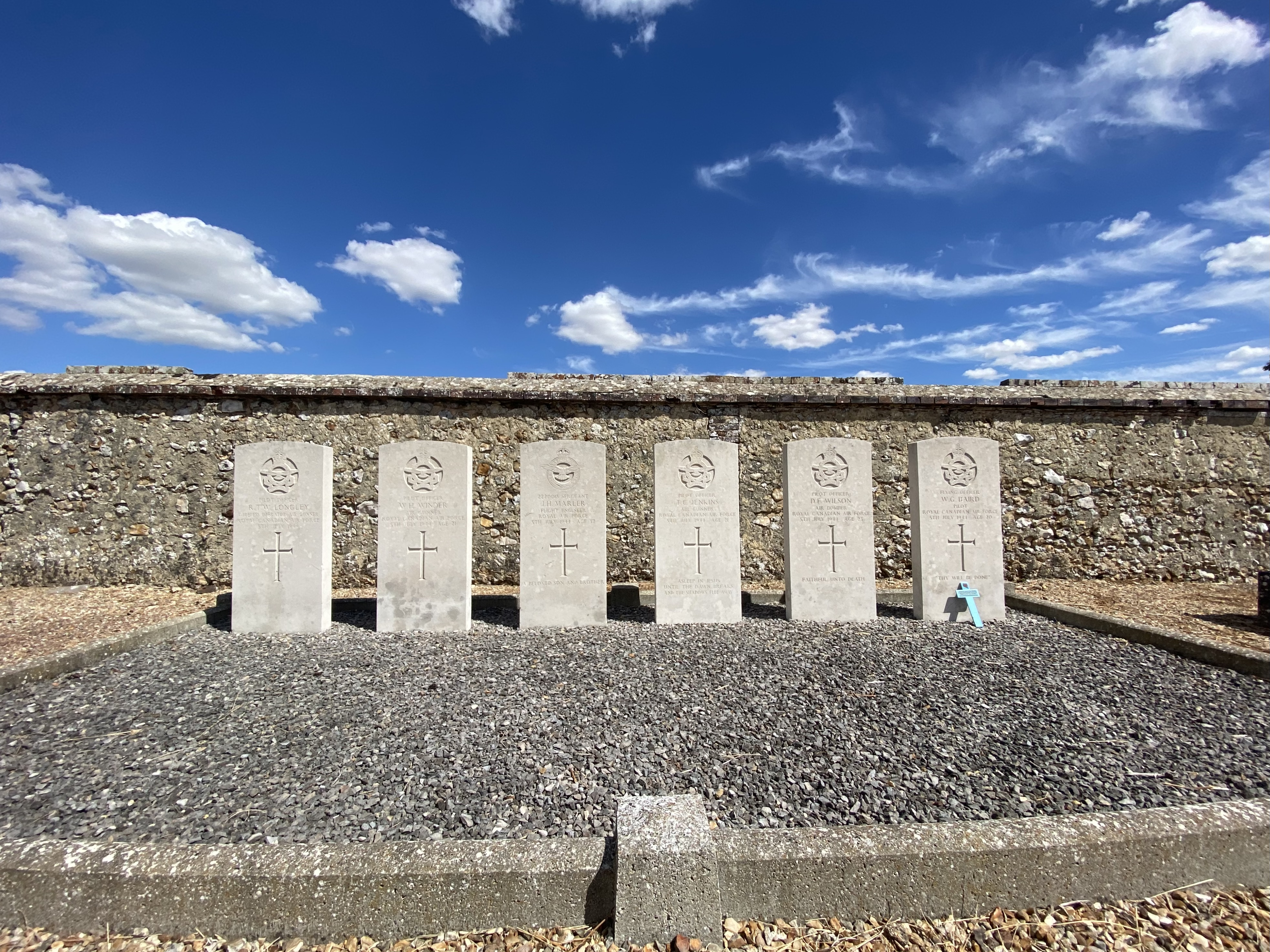
Tombes des six aviateurs tués.